# Галич (Збараж)

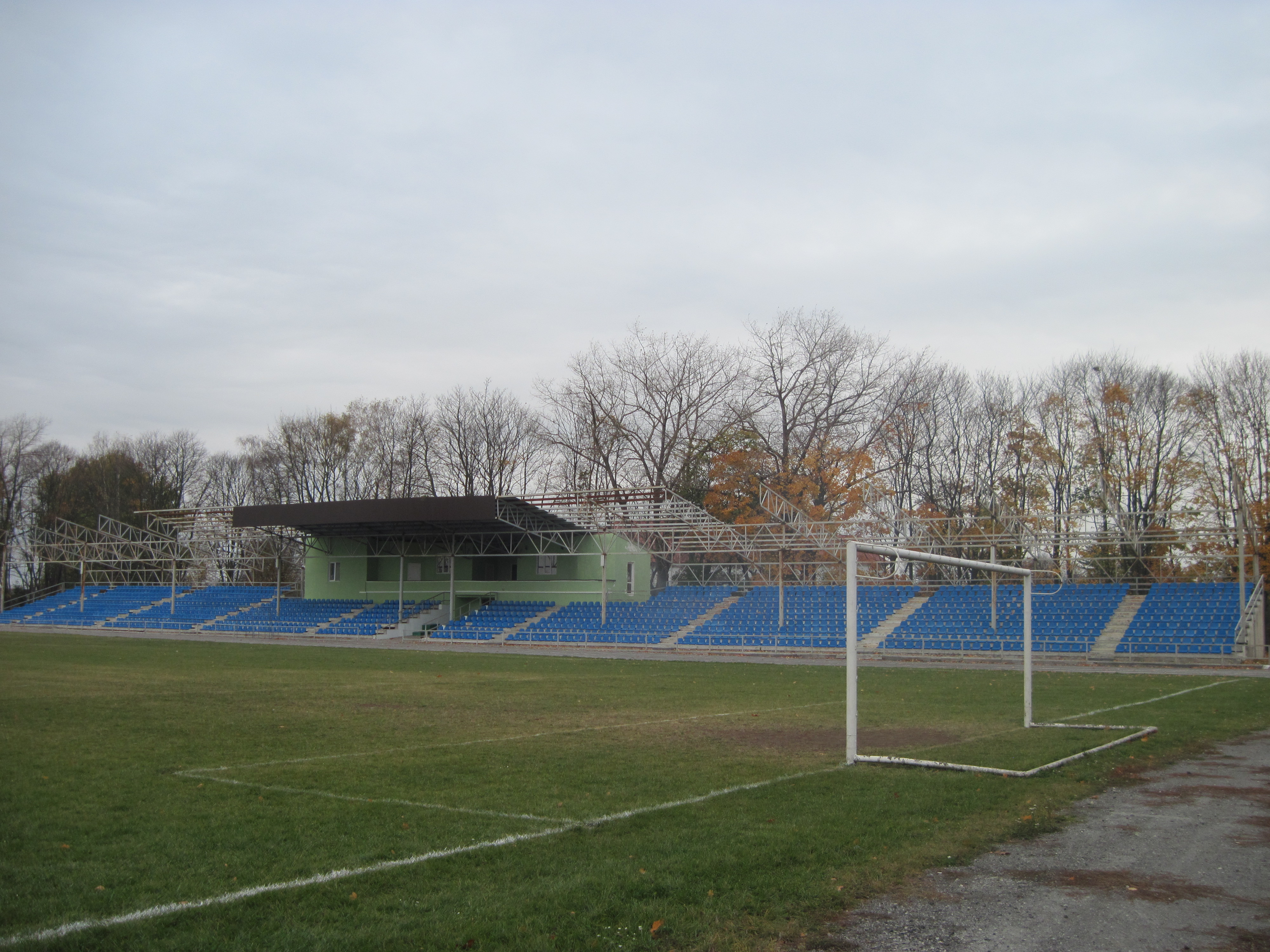
Стадіон, 2014

«Збараж» — аматорський футбольний клуб з міста Збаража Тернопільської області.

## Відомості

### Досягнення
- Виступав у кубку України серед аматорів 2007, 2008 років.
- Чемпіон Тернопільської області 2008 року.
- Віце-чемпіон Тернопільської області 2007 року.[1]